# Fischotter

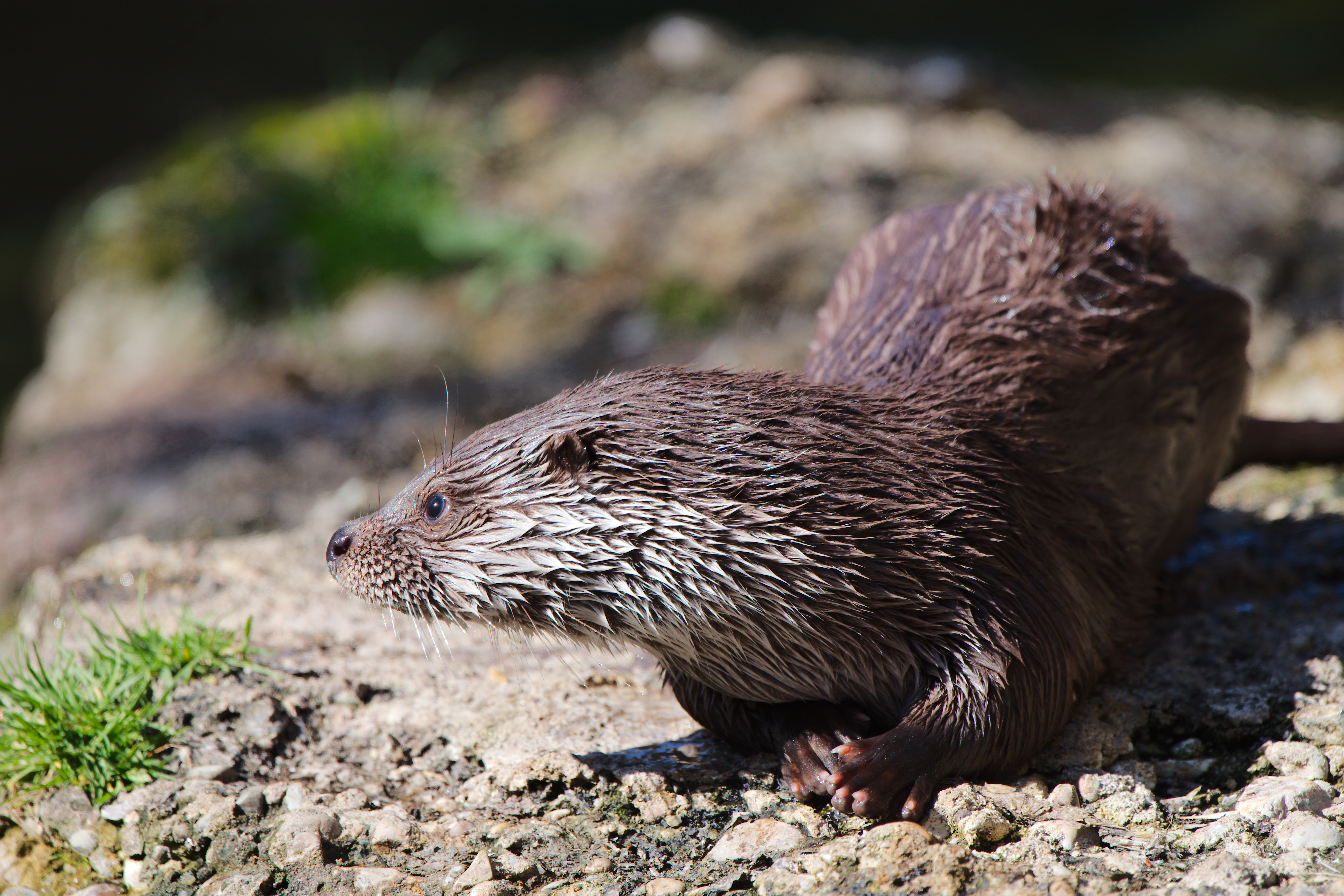
Nasser Fischotter

Der Fischotter (Lutra lutra) ist ein an das Wasserleben angepasster Marder, der zu den besten Schwimmern unter den Landraubtieren zählt. Er kommt in fast ganz Europa vor und wird einschließlich Schwanz etwa 130 Zentimeter lang. Eine eindeutigere Bezeichnung für diese Art ist Eurasischer Fischotter, da es in der Gruppe der Otter noch weitere Arten gibt, die Fischotter heißen, beispielsweise den Indischen oder die Amerikanischen Fischotter.
Der gefährdete und streng geschützte Fischotter lebt bereits seit rund 5 Millionen Jahren auf der Erde.
Der Wassermarder breitet sich seit den 1990er Jahren wieder in der Nordosthälfte Deutschlands aus. Dennoch gilt er in Deutschland noch als gefährdet (Rote Liste Säugetiere Deutschland 2019). Da er saubere Gewässer mit natürlich bewachsenen Uferzonen benötigt, findet er in der modernen Kulturlandschaft nur noch selten einen entsprechenden Lebensraum. Die Deutsche Wildtier Stiftung wählte den Fischotter zum Tier des Jahres 2021.

## Merkmale

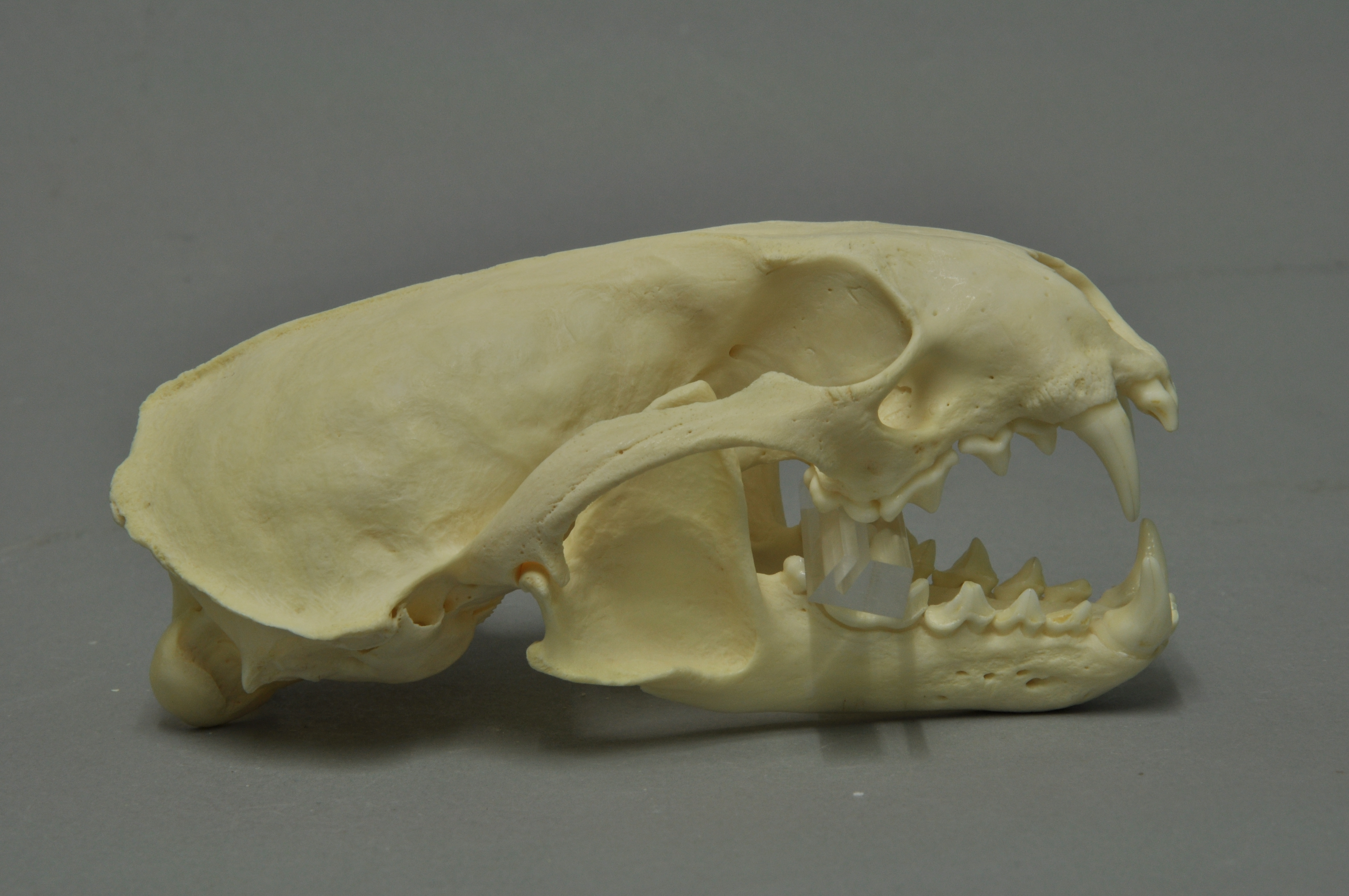
Schädel des Fischotters

Der Fischotter hat eine Kopf-Rumpf-Länge von bis zu 90 Zentimetern, hinzu kommen 40 Zentimeter Schwanz. Der im Querschnitt rundliche und muskulöse Schwanz dient dem Fischotter als Steuer- und Stabilisierungsorgan.
Fischotter haben eine Schulterhöhe von etwa 25 bis 30 Zentimetern. Ausgewachsene Fischotter können ein Körpergewicht bis zu 12 Kilogramm erreichen. Im Schnitt wiegen die Weibchen etwa 7,4 und Männchen 10,5 Kilogramm. Der Körper ist gestreckt und walzenförmig und die Beine sind kurz, der Kopf ist rundlich und stumpfschnauzig, und an der Schnauze befinden sich lange Tasthaare, die ein wichtiges Sinnesorgan in trübem Wasser darstellen. Die Zehen sind mit Schwimmhäuten verbunden. Das Fell ist hellbraun. Mit zunehmendem Alter färben sich Kehle und Vorderhals weißlich.
Der Pelz des Fischotters bietet aufgrund der ungewöhnlichen Struktur seiner Haare eine besonders wirkungsvolle Isolation gegen Kälte und Nässe: Die Haare sind, wie bei einem Reißverschluss, durch mikroskopisch kleine, ineinander greifende Keile und Rillen miteinander verzahnt. Es entsteht ein außerordentlich dichtes Pelzgeflecht, welches isolierende Luftblasen festhält, gleichzeitig aber Wasser abweist. Auf diese Weise bleibt die Haut des Otters trocken und der Körper warm, obwohl dieser im Unterschied zu Delfinen, Walen, Eisbären oder Seelöwen über keine dicke isolierende Fettschicht verfügt. Insgesamt schützen 80 bis 100 Millionen Haare den Fischotter vor einem Wärmeverlust; das sind von 60.000 bis zu 80.000 Haare pro Quadratzentimeter. Der Haarwechsel beim Fischotter vollzieht sich nur sehr langsam und etwa zehn Prozent seiner Wachzeit verbringt das Tier damit, sein Fell zu pflegen.

## Verbreitung

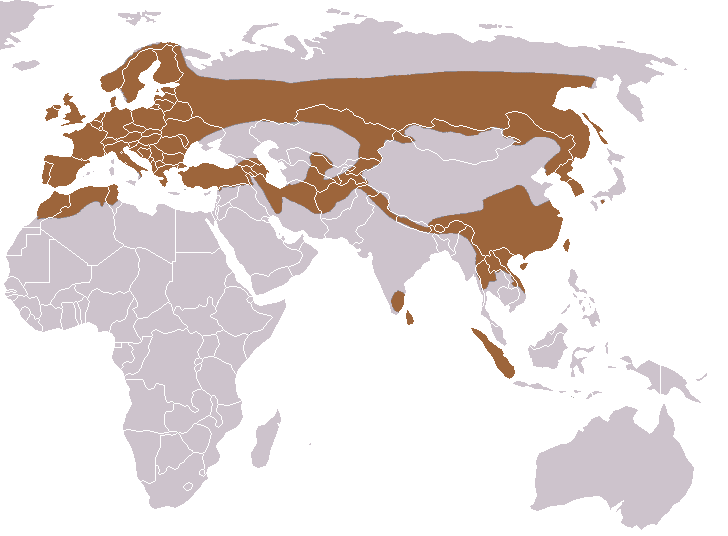
Verbreitungsgebiet des Eurasischen Fischotters

Den Fischotter findet man in fast ganz Europa. Er fehlt lediglich auf Island und auf den Inseln des Mittelmeers. In Asien ist er nördlich bis zum Polarkreis und noch einige Kilometer darüber hinaus verbreitet. Er meidet hier allerdings die zentralasiatischen Steppen und Wüsten. Er kommt außerdem auf Japan und bis zu den Sundainseln und im westlichen Nordafrika (Marokko und Algerien) vor. Im Gebirge kommt er in Höhen bis 2500 Meter vor. Innerhalb des Verbreitungsgebietes ist er jedoch in vielen Regionen bedroht. In Mitteleuropa gab es bis zum Jahr 2000 noch Bestände in Tschechien, in Mecklenburg und Brandenburg sowie kleine Restvorkommen im Bayerischen Wald und in Nordostniedersachsen, außerdem kleine Populationen in Österreich. In Deutschland nimmt die Population seit den 1990er Jahren wieder zu, so dass 2019 wieder größere Teile von Schleswig-Holstein, Niedersachsen, Mecklenburg, Brandenburg, Sachsen-Anhalt, Ostthüringen und Sachsen sowie das östliche Drittel von Bayern und der nördliche Teil von Nordrhein-Westfalen besiedelt sind. In Frankreich stand er kurz vor der Ausrottung, seit der Unterschutzstellung 1973 nehmen die Bestände jedoch wieder zu. In der Schweiz ist er seit 1989 ausgestorben – gelegentlich wurden einzelne Tiere nachgewiesen.
Innerhalb dieses großen Verbreitungsgebietes werden bis zu 13 Unterarten beschrieben. Die genaue taxonomische Gliederung ist immer noch nicht abschließend geklärt. In Mitteleuropa ist die Nominatform Lutra lutra lutra beheimatet, die 1758 von Carl von Linné beschrieben wurde.

## Lebensraum

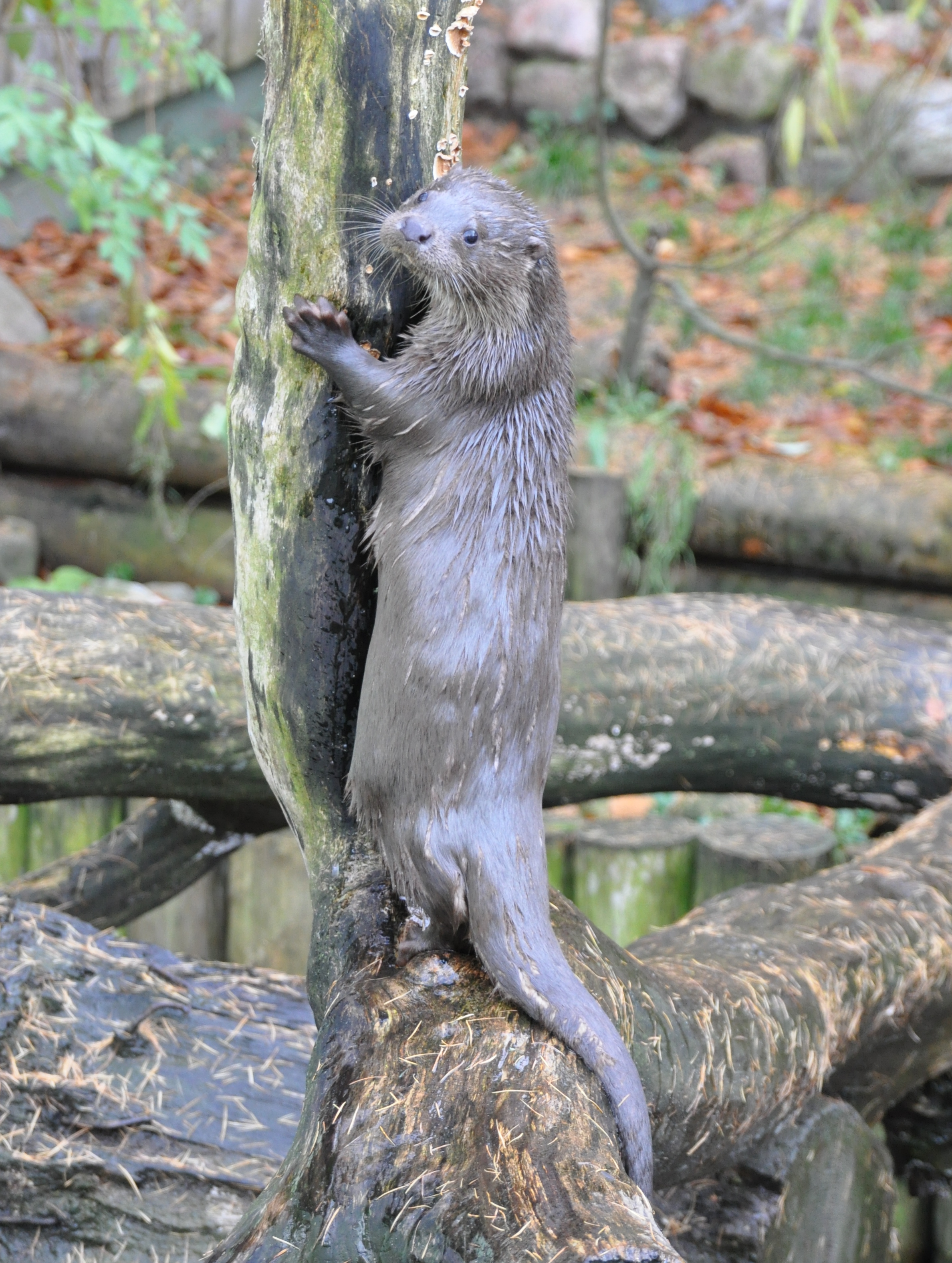
Fischotter an einem Baumstamm

Er bevorzugt flache Flüsse mit zugewachsenen Ufern und Überschwemmungsebenen. Der Rückgang solcher Habitate und die Bejagung haben dazu geführt, dass der Fischotter stellenweise verschwand und an vielen Stellen extrem selten geworden ist. Er kommt aber mit allen Arten von Süßwasser-Lebensräumen zurecht, solange die Gewässer klar und fischreich sind und ihm ausreichend Versteckmöglichkeiten entlang der Ufer bieten. Zudem kommt er auch im Salzwasser an Küsten vor.
Seine Anwesenheit verrät er durch gut getarnte Ausstiege am Ufer. Entlang der gelegentlich ausgetretenen Otterpfade lassen sich Otterkot (Losung), Markierungssekret sowie Beutereste finden. Auf schlammigem Untergrund oder in Schnee sieht man nicht nur die Trittspuren (Trittsiegel), auch die Schleifspur des Schwanzes ist erkennbar.

## Lebensweise
Eine einheitliche Lebensweise von Fischottern gibt es nicht: Je nach Umgebung (Landschaft, Störungen) und individuellen Neigungen passen Fischotter ihre Lebensweise an, um möglichst gut überleben zu können. Sie sind nacht- und tagaktiv. Während sie am Ufer ruhen, bewegen sie sich zur Zeit ihrer Aktivität im Wasser. Die Tiere sind gute Schwimmer und Taucher. Sie können bis zu acht Minuten unter Wasser bleiben, wenn sie nicht gestört werden. Beim Schwimmen ragen Kopf und Hals aus dem Wasser heraus, während der restliche Körper unter Wasser bleibt.
Am Ufer gräbt der Fischotter einen Bau, dessen Eingang etwa 50 Zentimeter unter der Wasseroberfläche liegt; die Wohnkammer befindet sich über der Hochwassergrenze und bleibt trocken. Ein Luftschacht verbindet sie mit der Außenwelt.

## Nahrung und Nahrungserwerb

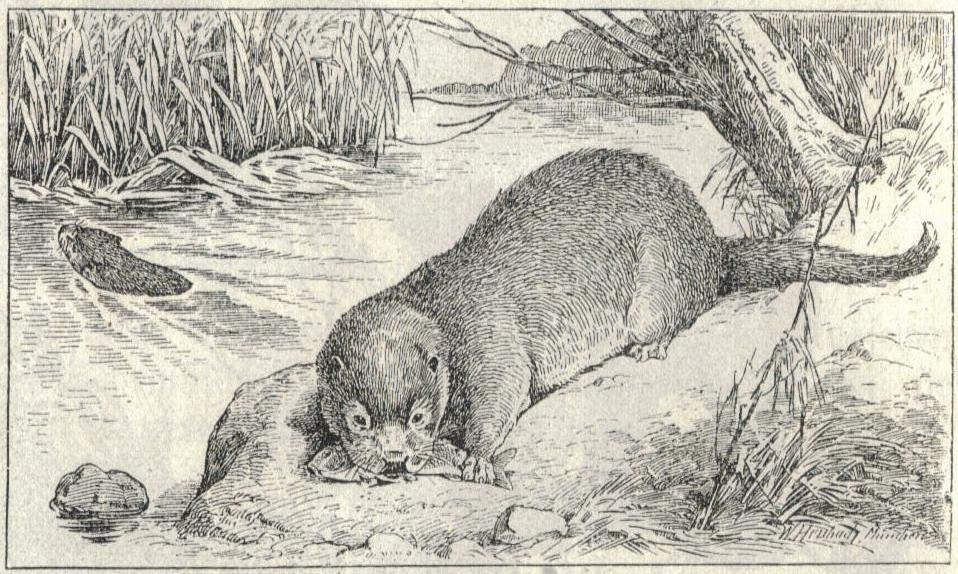
Ein Fischotter mit Fisch auf einer Zeichnung von Walter Heubach

Der Fischotter frisst das, was er am leichtesten erbeuten kann. Einen großen Teil seines Beutespektrums stellen Fische dar, wobei er überwiegend kleine Fischarten erbeutet und darunter langsame und geschwächte Tiere. Ihm kommt daher eine Rolle bei der Gesunderhaltung der Fischbestände zu. Auch andere Tiere werden vom Fischotter gejagt: Blässhühner, Enten, Möwen, Bisamratten, Schermäuse, Kaninchen, Schnecken, Frösche, Flusskrebse und Insekten, gelegentlich nimmt er auch Aas und verzehrt Muscheln. Kleinere Beutetiere werden im Wasser gefressen, größere erst an Land gebracht.

## Fortpflanzung
Die Fischotter paaren sich nicht im Wasser, sondern an Land. Die Hauptpaarungszeit liegt im Februar und März. In dieser Zeit gesellen sich Männchen zu den Weibchen und halten sich stets in deren Nähe auf.
Die Tragzeit des Weibchens beträgt zwischen 58 und 62 Tagen. Eine Keimruhe kommt, anders als beim kanadischen Flussotter, nicht vor. Dann werden die ein bis vier Junge geboren, die normalerweise einen Wurf ausmachen. Die Jungtiere sind bei ihrer Geburt blind, wiegen etwa 80 bis 100 Gramm und haben eine Körperlänge von selten mehr als 15 Zentimeter. Die anfangs hilflosen Tiere krabbeln erstmals in einem Lebensalter von zwei Wochen im Bau umher, die Augen öffnen sie frühestens an ihrem 31. Lebenstag. Die ersten Schwimmversuche unternehmen sie ab der sechsten Lebenswoche. Von der Mutter werden sie zwischen 8 und 14 Wochen gesäugt; sie bleiben jedoch in der Regel vierzehn Monate in der Nähe der Mutter. Sie lernen in dieser Zeit, selbst zu jagen.
Männliche Fischotter werden mit zwei Jahren geschlechtsreif, die Weibchen werden zwischen 18 und 24 Monaten geschlechtsreif und pflanzen sich im Schnitt mit zweieinhalb Jahren das erste Mal fort.
Fischotter können während der Jungenaufzucht, beim Spielen von Jungtieren und bei Revierkämpfen eine ganze Reihe verschiedener Geräusche und Rufe von sich geben. Siehe auch Weblinks.

## Feinde und Lebenserwartung
In der Natur lebende Fischotter leben 8 bis 13 Jahre, etwa 15 Prozent der Jungtiere eines Jahres werden älter als drei Jahre.
Zu den Feinden des Fischotters zählen der Wolf, der Luchs, der Seeadler sowie frei laufende Hunde. Es sind allerdings vor allem weniger erfahrene Jungtiere, die ihnen zum Opfer fallen. Insbesondere in der Nähe der Wurfhöhle verteidigt der Fischotter sein Revier auch gegen Biber.
Lebensraumzerstörung und die Verschmutzung der Gewässer, Nahrungsverknappung, Straßenverkehr und Fischreusen sind wesentliche Ursachen, warum Fischotter kein hohes Lebensalter erreichen.

## Entwicklungsgeschichte

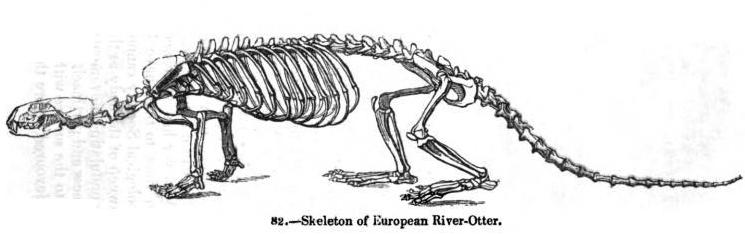
Skelett eines Eurasischen Otters

Die Familie der Marder, zu denen auch die Fischotter gehören, begann sich vor etwa 38 Millionen Jahren in verschiedene Linien aufzuspalten. Aus einer dieser Linien entwickelten sich die kleinen und extrem wendigen Jäger, zu denen der Fischotter zählt. Fossilien der Gattung der Otter findet man das erste Mal im Mittelpleistozän, die damit etwa eine Million Jahre alt sind. Paläontologen sind allerdings davon überzeugt, dass die bisherigen Funde keine direkten Vorfahren der Fischotter darstellen.
Überreste, die eindeutig dem Eurasischen Fischotter zugeordnet werden, sind etwa 120.000 Jahre alt und stammen aus der Eem-Warmzeit. Weitere Fossilfunde unter anderem aus Österreich sind mit einem Alter zwischen 18.000 und 10.000 Jahren deutlich jünger. Sie zeigen, dass der Otter bereits in vorgeschichtlicher Zeit ein typisches Element der alpinen Fauna war.

## Gefährdung und Bestandsentwicklung

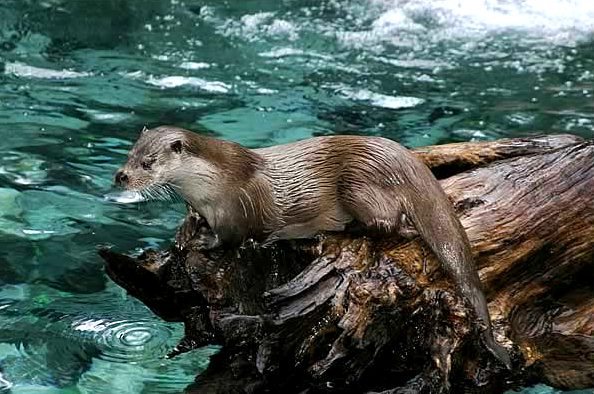
Fischotter in den Pyrenäen

Von der IUCN wird der Fischotter insgesamt als „potenziell gefährdet“ (NT: near threatened) eingestuft, da die Population durch Verlust ihres Lebensraumes und die damit verbundene Verinselung des Lebensraumes beständig abnimmt, wie da sind die Ausbreitung von Siedlungs- und Agrarflächen oder die Nutzung geeigneter Gewässer durch menschliche Freizeitaktivitäten, außerdem die Gefährdung durch den Straßenverkehr, unzureichende Wasserqualität und Überfischung.
Der Fischotter hatte lange Zeit einen schlechten Ruf. Er galt als Mörder von Lämmern und man behauptete, er würde Jagdhunde unter Wasser ziehen und sie dort ertränken. Im Mittelalter galt die Jagd auf den Otter als nützliche und „vergnügliche“ Jagd. Im 19. und frühen 20. Jahrhundert intensivierte sich die Jagd auf diese Marderart, zumal Otterfelle von Kürschnern gerne zu Mützen, Kragen und Mänteln verarbeitet wurden. Ende des 19. Jahrhunderts wurde beispielsweise in der Schweiz die Jagd auf den vermeintlichen Fischräuber sogar mit Prämien der Kantone und vom Bund gefördert. Ähnliches galt für Deutschland.
Heute steht der Fischotter in den meisten Ländern unter Schutz. In Deutschland fällt der Fischotter zwar immer noch unter das Jagdgesetz, allerdings ist die Jagd auf ihn seit 1968 untersagt. Der Schutz des Otters setzte dabei zu einem Zeitpunkt ein, zu dem der Bestand der Tiere bereits nachhaltig dezimiert war. In den meisten Ländern galt er zum Zeitpunkt der Unterschutzstellung als vom Aussterben bedrohte Tierart. In Deutschland zeigte sich, dass trotz der Unterschutzstellung die Fischotterbestände zurückgingen. Dazu trugen die Verbauung von Gewässern, umfangreiche Trockenlegungen von für ihn wichtigen Lebensräumen und großräumiges Abholzen von Ufervegetation bei. Gleichzeitig bewirkten Schwermetalle, Pestizide und polychlorierte Biphenyle (PCB), dass viele Fischotter nicht mehr in der Lage waren, sich fortzupflanzen.
Dank guter Schutzmaßnahmen nehmen die Bestände in Mecklenburg-Vorpommern, Brandenburg und in Sachsen seit etwa 1990 wieder zu. Durch anthropogene Einflüsse war die Art auch in Schleswig-Holstein zum Ende des zwanzigsten Jahrhunderts fast ausgestorben. Seit etwa 2000 ist aber hier eine deutliche Wiederausbreitung der Art spürbar, was unter anderem durch Kotfunde an Gewässern und Fischotter-Totfunde an Straßen belegbar ist. Der Fischotter konnte sich in Bayern, Bremen, Niedersachsen und Schleswig-Holstein wieder ausbreiten. In Niedersachsen kommt er wieder in den meisten Landesteilen  vor. Auch nach Nordhessen, Thüringen und Nordrhein-Westfalen sind bereits wieder Tiere aus Nachbarregionen eingewandert.
In Berlin und Hamburg fand man bisher nur vereinzelt eingewanderte Tiere. In Rheinland-Pfalz, dem Saarland und Baden-Württemberg fehlt der Fischotter (2022). Die wesentliche Gefährdung des Fischotters besteht heute (2022) in Deutschland durch den Autoverkehr. Die Zahl der Verkehrsopfer nimmt zu.
In Österreich kommt er hauptsächlich im Wald- und Mühlviertel vor. Einige Populationen gibt es auch im südlichen Burgenland und der Oststeiermark. Seit etwa zehn Jahren nimmt der Bestand wieder zu. 2017 beforschte Steven Weiss, Uni Graz, die Otter in Kärnten mittels Kotprobenanalyse; demnach würden in den Fließgewässern dieses Bundeslandes 360 Individuen leben. 2009–2017 hätte der Bestand jährlich um 19 Prozent zugenommen. Diese günstige Entwicklung ermöglicht dem Land, regional die Entnahme, also den Abschuss, einer gewissen Zahl der geschützten Tiere zu erlauben. Der Rückgang des Fischbestands in Lieser und Gurk um 90 bzw. 80 % wird dem Otter angelastet. Im Gegensatz dazu betonen Naturschutzorganisationen, dass dies nicht dem Fischotter anzulasten sei, sondern in erster Linie am schlechten ökologischen Zustand der heimischen Flüsse liege – verursacht durch Wasserkraftwerke, Regulierung, Verschmutzung und Klimaerwärmung.
In der Schweiz fand man eine vorerst letzte Spur eines Fischotters 1989 am Neuenburgersee. Projekte zur Wiederansiedlung befinden sich noch in der Abklärungsphase. Priorität hat hingegen die Erhaltung des Bestandes in den Nachbarländern. Seit 2004 gibt es im Seeland wieder sporadisch Beobachtungen von Einzeltieren unbekannter Herkunft. Im August 2005 konnte während eines Hochwassers aus dem Tierpark Dählhölzli in Bern ein Fischotterpärchen entkommen, das sich an der Aare niederließ und erfolgreich fortpflanzte. Ein im November 2009 unweit des Murtensees eingefangenes Tier erwies sich als asiatischer Zwergotter, der einem privaten Halter entwischt war. Im Winter 2009/10 wurde ein Fischotter im Bündner Alpenrhein nachgewiesen. Wiederholt wurde er von der Videoüberwachung der Fischtreppe des Kraftwerks Reichenau gefilmt. Das Tier konnte nicht gesichtet werden, es fanden sich aber Spuren im Schnee.
Die Bestände in Frankreich wurden Anfang der 2000er Jahre auf mindestens 2.000 Exemplare geschätzt, dabei vornehmlich in den Regionen Bretagne, entlang der Atlantikküste (z. B. an der Lagune von Hourtin) und im Zentralmassiv.
In vergangenen Jahrhunderten bewohnte der Fischotter auch die Küsten und schwamm regelmäßig zu den Inseln in Nord- und Ostsee. In den schwedischen Schären und in Norwegens Fjorden konnte sich der Fischotterbestand halten. An deutschen Küsten ist er inzwischen stellenweise wieder heimisch.
In Tschechien breitet sich der Fischotter seit Anfang der 1990er-Jahre wieder aus und besiedelt nun wieder etwa die Hälfte des Landes.

## Schäden durch Fischotter
Für Schäden, die der Fischotter in manchen Regionen in Teichwirtschaften verursacht, gibt es in einigen (Bundes)ländern (Bayern, Österreich) Möglichkeiten des finanziellen Ausgleichs.

## Rezeption in der Kultur

### Wappenkunde und Philatelie
- Siehe Hauptartikel: Otter (Wappentier)

In der Heraldik taucht der Fischotter selten als Wappentier auf, so in der brandenburgischen Stadt Schwarzheide und in den Gemeinden Gossau und Männedorf, beide im Kanton Zürich. Auch die beiden niedersächsischen Gemeinden Ottersberg und Otterndorf sowie die Gemeinde Grambek in Schleswig-Holstein führen einen Fischotter im Wappen.
Innerhalb der Serie „Junge Wildtiere“ würdigte die Deutsche Post den Fischotter im September 2020 mit einer Sonderbriefmarke.